# Vous seule que j'aime
Pour plus de détails, voir Fiche technique et Distribution.
Vous seule que j'aime est un film français réalisé par Henri Fescourt, sorti en 1939.

## Fiche technique
- Titre : Vous seule que j'aime
- Réalisation : Henri Fescourt
- Assistant réalisateur : Joë Hamman
- Scénario : Alfred Machard
- Dialogues : Max Eddy, Alfred Machard
- Photographie : Maurice Barry, René Gaveau, Christian Gaveau
- Musique : Vincent Scotto,auteurs Emile Audiffred et Geo Koger
- Son : Paul Boistelle
- Décors : Aimé Bazin
- Montage : Henriette Wurtzer
- Société de production : Les Films Fernand Méric
- Directeur de production : François Laurent
- Pays d'origine :  France
- Format :  Noir et blanc - son mono
- Durée : 95 minutes
- Date de sortie : 
  - France : 29 juin 1939

## Distribution
- Reda Caire : Jim
- Jacqueline Cartier : Geneviève
- Mona Goya : Cecil Jackett
- Gorlett : Jimmy
- Pauline Carton : Sidonie Dupont
- Georges Bever
- Milly Mathis
- Ketty Pierson
- Robert Tourneur
- Marcel Vallée